# Toumodi (département)
Le département de Toumodi est un département de Côte d'Ivoire portant le nom de son chef-lieu, la ville de Toumodi. 